# Tống Trần Thuật
Tống Trần Thuật (30 tháng 12 năm 1927 – 15 tháng 4 năm 2017) là một tướng lĩnh Quân đội nhân dân Việt Nam, quân hàm Thiếu tướng. Ông là Đảng viên Đảng Cộng sản Việt Nam, cán bộ tiền khởi nghĩa; nguyên Phó Tổng cục trưởng (nhiệm kỳ 1966 – 1985 và 1986 – 1992), quyền Cục trưởng Cục Tình báo, Bộ Tổng tham mưu (nay là Tổng cục II, Bộ Quốc phòng) từ năm 1985 tới năm 1986. Nguyên quán của ông tại xã Sơn Thịnh, huyện Hương Sơn, tỉnh Hà Tĩnh.

## Khen thưởng
- Huân chương Quân công hạng nhì,
- Huân chương Kháng chiến chống Mỹ, cứu nước hạng nhất,
- Huân chương Bảo vệ Tổ quốc hạng nhất,
- Huân chương Vì sự nghiệp hòa bình do nước Cộng hòa Cuba trao tặng,
- Huy chương Quân kỳ Quyết thắng; Huy chương Vì sự nghiệp Khoa học Công nghệ Môi trường;
- Huy chương Hữu nghị Liên bang Nga;
- Huy hiệu 70 năm tuổi Đảng.[2]